# Strepsichlora megaspila
Strepsichlora megaspila är en fjärilsart som beskrevs av W. Warren 1912. Strepsichlora megaspila ingår i släktet Strepsichlora och familjen mätare. Inga underarter finns listade i Catalogue of Life.